# Flugplatz Wake Island

i8
i11
i13
Der Flugplatz Wake Island (englisch Wake Island Airfield Airport, IATA-Code: AWK, ICAO-Code: PAWK) ist ein Flugplatz  auf der Pazifik-Insel Wake, einem Außengebiet der Vereinigten Staaten.

## Flughafendaten
Der Flughafen hat eine Asphaltpiste mit 3000 m Länge und 46 m Breite. Er befindet sich auf 7 m Seehöhe.

## Geschichte
Ab Ende November 1935 flog Pan Am die transpazifischen Flugrouten von der San Francisco Bay über Hawaii zu den Philippinen und nach Guam. Zunächst mit Martin M-130 und später mit den größeren Boeing 314 wurden in der Lagune von Wake Transitflüge durchgeführt, die Post, Fracht und Passagiere von und nach Asien beförderten.
Anfang 1941 war klar, dass Wake verwundbar war, und wenn es Teil einer tragfähigen Verteidigungsstrategie sein sollte, es als Militärstützpunkt verstärkt werden musste. Es wurden unter Zeitdruck eine Militärlandebahn, Treibstoff- und Munitionsbunker, Geschützstellungen, Straßen und alle notwendigen Anlagen gebaut, die nötig waren, um Wake zu einem starken Militärstützpunkt zu machen.
Am selben Tag, als der japanische Marineeinsatz Pearl Harbor angriff, startete ein Geschwader japanischer Kampfflugzeuge auch einen Überraschungsangriff auf Wake und beschoss und bombardierte alle Ziele, die sie finden konnte. Im Dezember 1941 besetzten die japanischen Streitkräfte Wake. Im September 1945 eroberten die US-Streitkräfte Wake zurück.
Nun begann eine neue Phase in der Geschichte von Wake. Mit dem Frieden kam eine neue Rolle. Es war immer noch perfekt positioniert, um als Tankstopp für Transpazifikflüge zu fungieren. Die Flugboote waren verschwunden, aber neue leistungsstarke Landflugzeuge wie die Douglas DC-4 und die Lockheed Constellation sowie bald darauf die Boeing 377 nutzten Wakes Landebahn.
Im Jahr 1950 war Wake Island eine Station der Pan Am-Weltrundfahrt zwischen San Francisco und New York City, wobei die Fluggesellschaft doppelstöckige Boeing 377 Stratocruiser-Propellerflugzeuge auf dem Flugplatz einsetzte. Die Pan-Am-Flüge in westlicher Richtung führten weiter nach Guam, Tokyo und anderen Zielen in Asien, bevor sie nach Europa und New York City weitergingen, während die Flüge in östlicher Richtung eine Route von Henderson Field (Midwayinseln) über Honolulu nach San Francisco durchführten.
Japan Airlines (JAL) nutzte Mitte der 1950er Jahre sowohl Wake Island als auch Honolulu als Zwischenstopps auf ihrem ersten Flug von Tokio nach San Francisco mit Douglas DC-6-Propellerflugzeugen. Mit der Einführung der Douglas DC-8-Jetliner durch JAL verschwand die technische Haltestelle Wake Island auf dieser Route.
Auch die British Overseas Airways Corporation (BOAC, später British Airways) nutzte Wake Island als Tankstopp. In den späten 1950er Jahren betrieb BOAC Turboprop-Flugzeuge vom Typ Bristol Britannia auf ihrem zweimal wöchentlichen Flug in westlicher Richtung zwischen Großbritannien und Asien über die USA. Die Route dieser Flüge war London-New York-San Francisco-Honolulu-Wake Island-Tokio-Hongkong. Der Stopp auf Wake Island wurde eingestellt, als BOAC im Rahmen ihrer Rund-um-die-Welt-Flüge den Britannia-Propjet durch Boeing 707-Flugzeuge auf derselben Route ersetzte.
Transocean Air Lines, ein US-amerikanisches Luftfahrtunternehmen mit Sitz in Oakland, Kalifornien betrieb 1958 einen Propellerflugzeugdienst mit Lockheed Constellation zum Flughafen auf der Route Oakland-Honolulu-Wake Island-Guam-Okinawa, wobei Hin- und Rückflüge zweimal pro Woche durchgeführt wurden.
Bis 1969 war Wake Island ein geplanter Zwischenstopp auf einem von Pan Am durchgeführten Transpazifik-Hin- und Rückflug zwischen San Francisco und Saigon im ehemaligen Südvietnam. Dieser Passagierdienst wurde zweimal pro Woche mit einem Interkontinentalflugzeug vom Typ Boeing 707 durchgeführt. Diese Flüge bedienten auch Honolulu und Guam nonstop von Wake Island aus.
Eine weitere Fluggesellschaft, die auf Wake Island operierte, war Philippine Airlines mit Douglas DC-8-Jetlinern, die Anfang der 1970er Jahre täglich von San Francisco und Honolulu nach Manila in westlicher Richtung flogen. Der Flugplatz war für diesen Flug der Philippine Airlines ein technischer Zwischenstopp für Treibstoff, da die DC-8 nicht über die Reichweite verfügte, um nonstop von Honolulu nach Manila zu fliegen.

## Militär
Heute ist Wake ein viel ruhigerer Ort. Dort gibt es noch einen Militärflugplatz, der auch für die Durchführung oder Unterstützung von Transitflügen mit zivilen Flugzeugen bereitsteht.

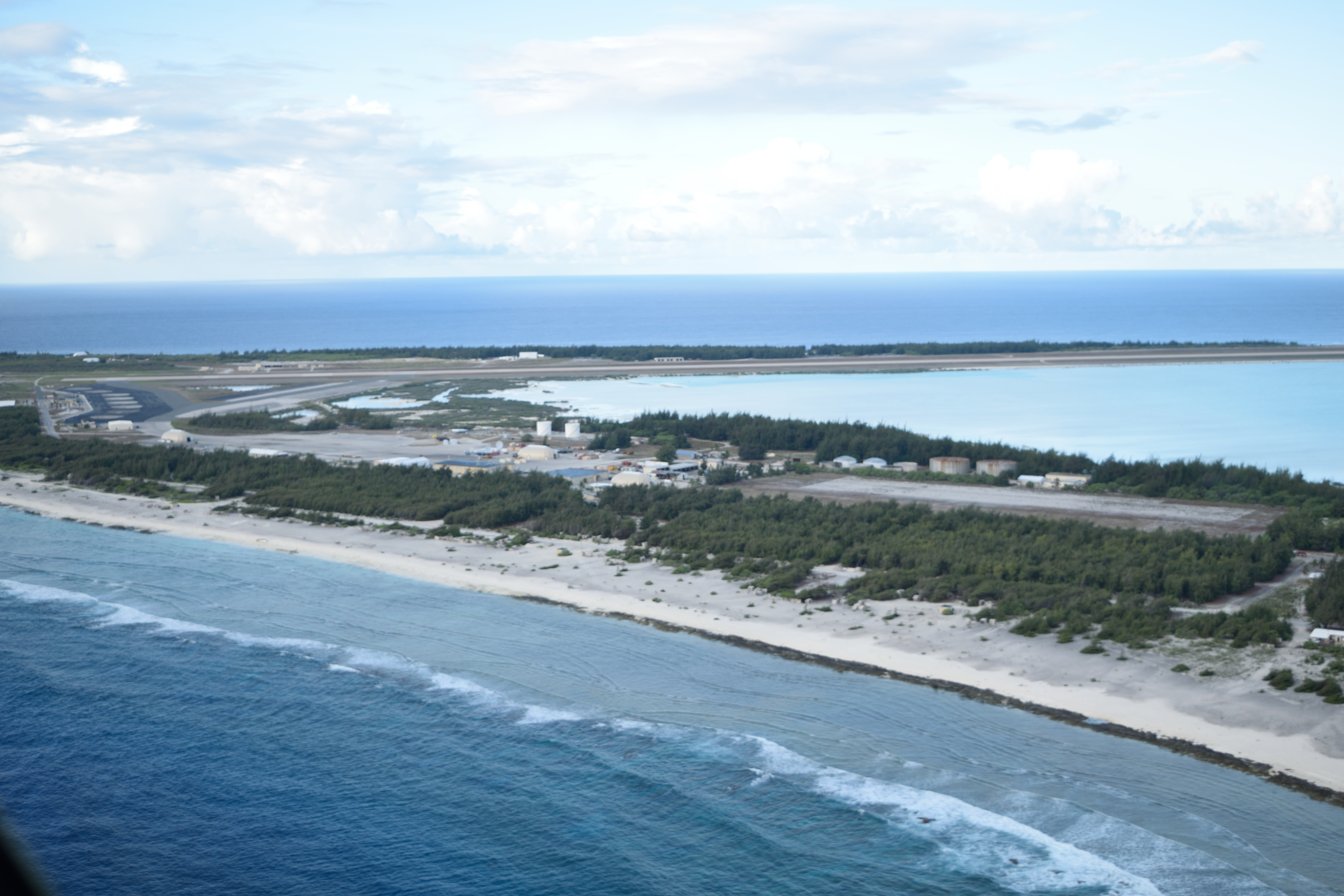
Wake im Juni 2015

## Flugbetrieb
Die Frachtgesellschaft Air Transport International betreibt einen Charterbetrieb im Auftrag der US-Streitkräfte zwischen der Travis Air Force Base in Fairfield, Kalifornien und Wake.

## Zwischenfälle
- Am 15. November 1948 überrollte eine Douglas DC-6 der Philippine Airlines (Luftfahrzeugkennzeichen PI-C291) bei der Landung auf dem Flugplatz Wake Island das Landebahnende. Das Flugzeug wurde irreparabel beschädigt. Alle Insassen (Anzahl unbekannt) überlebten den Unfall.[14]

- Am 22. März 1957 verschwand eine Boeing C-97C Stratofreighter der United States Air Force (USAF) (50-702) unterwegs vom Flugplatz Wake Island zur Yokota Air Base (Japan). Die Maschine ging ungefähr 320 Kilometer südöstlich von Tokio im Pazifik unter. Alle 67 Insassen, zehn Besatzungsmitglieder und 57 Passagiere, kamen ums Leben. Es war der schwerste Unfall einer C-97, gemessen an der Anzahl der Todesopfer.[15]

- Am 11. Januar 1965 stürzte eine Douglas C-133A der United States Air Force (54-0140) bei einem Nachtstart 4,5 Kilometer vom Flugplatz Wake Island entfernt in den Pazifischen Ozean. Alle 6 Besatzungsmitglieder, die einzigen Insassen, kamen ums Leben.[16]

- Am 21. Juni 1977 stürzte die Lockheed EC-130Q Hercules der United States Navy (Bu 156176) nach einem Nachtstart ins Meer. Alle 16 Insassen kamen ums Leben.[17]